# Marcel Marnat
Marcel Marnat (Lione, 6 luglio 1933 – Parigi, 17 dicembre 2024) è stato un musicologo, giornalista, biografo e produttore radiofonico francese.

## Biografia
Dopo una formazione scientifica, collaborò alla redazione di vari giornali e riviste culturali (Combat, Jazz Hot, Arts, Les Lettres françaises, L'Express, Preuves, Le Monde, Disques, Harmonie, Le Monde de la musique, La Nouvelle Revue française). L'attualità, l'arte, il cinema, la letteratura e le recensioni di nuove pubblicazioni discografiche in particolare furono il suo campo di lavoro.
Divenne noto soprattutto per la sua biografia di Maurice Ravel (1986) comprendete un catalogo delle opere del compositore nell'appendice. Dal 1987 iniziò a pubblicare regolarmente sulla rivista Cahiers Maurice Ravel, pubblicazione annuale della Fondation Maurice Ravel di cui fu membro e di cui fu anche segretario. Fu anche membro onorario di Amis de Maurice Ravel.
Marcel Marnat fu responsabile della programmazione di France Musique dal 1978 al 1992 e dal 1990 iniziò una collaborazione con Radio suisse romande-Espace 2.
Fu inoltre membro dell'associazione Presse musicale internationale per molti anni.

## Pubblicazioni

### Pubblicazioni sulla musica
- Moussorgsky, collana Solfèges, Paris, Seuil, 1962,  p. 192, bnf:33090929 .
- Maurice Ravel, Paris, Fayard, 1986,  p. 828, bnf:43135722 .
- Beethoven, 1770-1827, collana Pour la Musique, Paris, Gisserot, 1988,  p. 127, bnf:36703353 .
- Haydn, la mesure de son siècle, Paris, Fayard, 1995,  p. 400, bnf:35804516 .
- Stravinsky, collana Solfèges, Paris, Seuil, 1995,  p. 254, bnf:35763408 .
- Antonio Vivaldi, Paris, Fayard, 2003,  p. 105, bnf:38937912 .
- Giacomo Puccini, Paris, Fayard, 2005,  p. 736, bnf:39971187 .
- Venise, faute de mieux, collana Les Romans d'Auguste, Paris, Zurfluh, 2008,  p. 186, bnf:41248559 .

### Edizioni sulla musica
- L'hommage de La Revue musicale / Décembre 1938 / Introduction, notes et additifs de Marcel Marnat, in Maurice Ravel, qui êtes-vous ?, Lyon, La Manufacture, 1987,  p. 493, bnf:38293710 .
- Manuel Rosenthal, Souvenirs de Manuel Rosenthal / recueillis par Marcel Marnat, in Maurice Ravel, Paris, Hazan, 1995,  p. 206, bnf:35743963 .
- Manuel Rosenthal, souvenirs de Manuel Rosenthal / recueillis par Marcel Marnat, in Maurice Ravel, collana Théodore Balmoral, édition annotée par Marcel Marnat et Thierry Bouchard, Paris, Fario, 2018,  p. 240, bnf:45636867 .

### Pubblicazioni sulla pittura
- Klee, Les Maîtres de l'Art, Parigi, Hazan, 1969, ISBN 2-85025-004-X, bnf:34562609 .
- Michel-Ange (Une vie), Idées, Parigi, Gallimard, 1974,  p. 314, ISBN 2-07-035315-X, bnf:35196484 .

### Pubblicazioni sulla letteratura
- D.H. Lawrence, collana Classiques du XXe siècle, Paris, Éditions Universitaires, 1966,  p. 128, bnf:33090928 .

### Edizioni sulla letteratura
- D.H. Lawrence, Essais choisis et présentés par Marcel Marnat, in L'homme d'abord, Paris, 10-18, 1968,  p. 317, bnf:33072936 .